# Diaphora
Genre
Diaphora est un genre paléarctique de lépidoptères (papillons) de la famille des Erebidae et de la sous-famille des Arctiinae.

## Liste des espèces
- Diaphora mendica (Clerck, 1759) — l'Écaille mendiante
- Diaphora sordida (Hübner, 1803)
- Diaphora luctuosa (Geyer, 1831)